# Оїннігес-Ари
Оїнні́гес-Ари́ (рос. Оиннигес-Ары) — невеликий острів в Оленьоцькій затоці моря Лаптєвих. Територіально відноситься до Якутії, Росія.
Розташований в центрі затоки, в дельті річки Оленьок. Знаходиться між протокою Кугун-Тьобюлеге на півдні островом Касьян-Арита на заході та островами Уйбакан-Пастах-Ари на сході. Острів має видовжену форму, простягається з півночі на південь. Вкритий болотами, має багато невеликих озер, на північному заході — піски. На півночі оточений мілинами.
| Росія | Це незавершена стаття з географії Росії. Ви можете допомогти проєкту, виправивши або дописавши її. |